# Cessna 210
Die Cessna 210 Centurion ist ein einmotoriges Reiseflugzeug des US-amerikanischen Flugzeugherstellers Cessna mit sechs Sitzplätzen und Einziehfahrwerk. Nach seinem Erstflug 1957 wurde die Maschine bis 1986 gebaut; in 27 Jahren wurden über 9250 Exemplare gefertigt. Da sie aufgrund ihrer Größe im Portfolio an einmotorigen Flugzeugen des Herstellers an der Spitze steht, wird die Cessna 210 auch als „King of the Singles“ bezeichnet.

## Geschichte
Die frühen Modelle (210 und 210A) hatten lediglich vier Plätze, verwendeten einen Continental-IO-470-Motor mit 190 kW und besaßen eine abgestrebte Tragfläche, während ab 1967 mit der T210 eine freitragende Tragfläche eingeführt wurde. Bereits 1964 war mit der Verwendung des IO-520-A anstelle des IO-470 die Leistung auf 212 kW erhöht worden, das Höchstabfluggewicht stieg auf 1400 kg. Mit der im Jahr 1962 vorgestellten Version 210B war zudem, ähnlich wie bei der Cessna 172 und Cessna 182, der rückwärtige Kabinenbereich aus Gründen der Rundumsicht herabgezogen worden.
Im Jahr 1966 erschien die T210F, bei der das Triebwerk (TSIO-520-C) nunmehr aufgeladen war, das Abfluggewicht stieg erneut auf nunmehr 1497 kg. Bis 1967 wurden die Flugzeuge mit einem 65-Gallonen-Tank (246 Liter, optional 84 Gallonen/318 Liter, der auch deutlich häufiger verkauft wurde) ausgeliefert, spätere Exemplare erhielten standardmäßig ein Volumen von 89 Gallonen (337 Liter) in zwei Tragflächentanks. Bereits die ersten Versionen konnten auch in Vereisungsbedingungen geflogen werden, wenn die optional erhältliche Heizung für die Propellerblätter und die pneumatische Enteisung der Tragfläche verbaut worden waren.
Im Jahr 1970 wurde durch Anpassungen am Fahrwerk der Raum in der Kabine vergrößert und das Abfluggewicht erneut auf 1724 kg gesteigert, was eine Zuladung von etwa 726 kg ermöglichte. Im Jahr 1972 erfolgte dann eine Anpassung des elektrischen Systems (Erhöhung der Bordnetz-Spannung auf 28 Volt), außerdem wurde der Pumpenantrieb für die Fahrwerks-Hydraulik durch von einer mechanisch angetriebenen Pumpe auf einen elektrischen Antrieb angepasst, was den Wartungsaufwand und die Komplexität verringerte. Im Jahr 1979 wurden die Fahrwerkstüren der Hauptfahrwerke durch Schlitze ersetzt, in die die Beine mit den Reifen eingefahren wurden. Weitere größere Anpassungen unterblieben nun bis kurz vor der Einstellung der Produktion 1985, als die Spannweite um 60 cm erhöht wurde.
Hergestellt wurden die Versionen Centurion als Standardmodell mit Saugmotor, die Turbo-Centurion bzw. Turbo-Centurion II (ab 1972) mit Turbolader und die Pressurised Centurion/ Pressurised Centurion II mit Druckkabine, so dass Flughöhen von 20.000 Fuß und mehr möglich wurden. Die Versionen mit dem Zusatz „II“ unterschieden sich lediglich durch eine erweiterte Avionik-Ausrüstung. Während ihrer Produktionszeit wurde durch diese Anpassungen unter anderem das Höchstabfluggewicht von 1315 kg auf 1850 kg und die zulässige Höchstgeschwindigkeit von 174 auf 200 Knoten (322 bzw. 370 km/h) gesteigert.

## Turbopropantrieb
Seit 1993 bietet die Firma O&N Aircraft einen Turboprop-Umbau an. O&N baut ein Rolls-Royce (Allison)-250-B17F/2-Triebwerk mit 331 kW (450 PS) ein. Durch die Leistungssteigerung um 45 % verkürzt sich die Startrollstrecke um 50 % und die maximale Reisegeschwindigkeit erhöht sich von 169 Knoten auf 216 Knoten. Diese Version wird als Cessna 210 Silver Eagle bezeichnet.

## Militärische Nutzer
Das Flugzeug wird aufgrund seiner Größe und wegen der vergleichsweise geringen Betriebskosten vor allem von kleineren Luftstreitkräften als Verbindungs- und Beobachtungsflugzeug eingesetzt:
- Fuerza Aérea Boliviana
- Fuerzas Armadas de la República Dominicana
- Fuerza Armada de El Salvador
- Streitkräfte von Honduras
- Jamaica Defence Force Air Wing
- Fuerza Aérea Mexicana
- Fuerza Pública de la República de Panamá
- Fuerza Aérea Paraguaya
- Hukbóng Himpapawid ng Pilipinas

## Technische Daten

Cessna 210 der Fuerza Aérea Dominicana

| Kenngröße             | Cessna T210N Centurion II                      |
| --------------------- | ---------------------------------------------- |
| Besatzung             | 1                                              |
| Passagiere            | 5                                              |
| Länge                 | 8,59 m                                         |
| Spannweite            | 11,20 m                                        |
| Höhe                  | 2,87 m                                         |
| Flügelfläche          | 16,25 m²                                       |
| Flügelstreckung       | 7,7                                            |
| Leermasse             | 1046 kg                                        |
| max. Startmasse       | 1723 kg                                        |
| Höchstgeschwindigkeit | 325 km/h [175 kts]                             |
| Steigrate             | 290 m/min                                      |
| Dienstgipfelhöhe      | 5275 m [17306 ft]                              |
| Reichweite            | max. 1842 km [994 nmi]                         |
| Triebwerke            | ein Continental TSIO-520-R mit 231 kW (310 PS) |